# Pięta (Białoruś)
Pięta (biał. Пента; ros. Пента) – wieś na Białorusi, w obwodzie witebskim, w rejonie brasławskim, w sielsowiecie Widze.
W Skorowidzach z 1924 i 1933 wieś zapisano jako Pieńta.

## Historia
W czasach zaborów w granicach Imperium Rosyjskiego.
W dwudziestoleciu międzywojennym wieś leżała w Polsce, w województwie nowogródzkim (od 1926 w województwie wileńskim), w powiecie dziśnieńskim (od 1926 w powiecie brasławskim), w gminie Bohiń.
Według Powszechnego Spisu Ludności z 1921 roku wieś zamieszkiwały 73 osoby, wszystkie były wyznania staroobrzędowego i zadeklarowały białoruską przynależność narodową. Było tu 13 budynków mieszkalnych. W 1931 w 11 domach zamieszkiwało 59 osób.
Wierni należeli do parafii prawosławnej w Bohiniu. Miejscowość podlegała pod Sąd Grodzki w Opsie i Okręgowy w Wilnie; właściwy urząd pocztowy mieścił się w Bohiniu.